# Tisàgores
Tisàgores (en llatí: Tisagoras, en grec antic: Τισαγόρας) va ser un escultor grec que treballava el ferro, i va esculpir un grup que era al temple de Delfos en aquest material, representant la competició d'Hèracles amb la Hidra de Lerna.
Pausànias l'esmenta com un exemple de l'art amb ferro, però confessa que desconeix l'època, el lloc i les circumstàncies de l'autor.